# 兩根槍管
《兩根槍管》（英語：Lock, Stock and Two Smoking Barrels）是一部1998年英國犯罪喜劇片，由蓋·瑞奇執導兼編劇，馬修·沃恩監製，傑森·佛萊明、戴克斯特·佛萊契、尼克·莫蘭、傑森·史塔森、斯蒂文·麥金托什、維尼·瓊斯和史汀主演。劇情講述一名年輕的老千在一場牌局中被設局而積犯罪大佬一筆大錢，為了50萬英鎊，他和他的朋友決定搶劫一個恰巧住在隔壁公寓的小幫派。電影還紀念了演員藍尼·麥克林，他在該片上映前去世。
《兩根槍管》是前威爾士國際足球運動員瓊斯和前跳水運動員史塔森出演的首部電影。1998年8月28日上映後取得普遍好評和成功的票房，瑞奇、瓊斯和史塔森都為此贏得國際知名度。2000年瑞奇創作了一部同名衍生電視劇。

## 剧情
小罪犯艾迪及朋友湯姆、肥皂、培根籌集了10萬英鎊，好讓老千天才艾迪進入色情業大老闆「斧頭」哈利·朗斯代爾的店裡，參加一場高風險吹牛牌局。但這卻是場設局遊戲，艾迪輸給哈利並欠下50萬英鎊的巨額債務。然後，哈利派他的收債人大克里斯及其兒子小克里斯來確保艾迪能在一週內還錢，否則便要砍斷四名年輕人的手指並侵佔艾迪父親的酒吧。
哈利對一雙昂貴的古董槍很感興趣，便派遣他的同夥「洗禮者」貝瑞僱用一對小偷蓋瑞和狄恩，從破產富商那偷走它們。兩名小偷非常無能，無意間將兩把槍賣給當地收贓者「希臘人」尼克。得知這一點後，憤怒的貝瑞威脅兩人將槍拿回。
艾迪有一天回到家，偷聽他的鄰居——以「狗子」為首的流氓團體計劃搶劫持有大量現金和毒品的大麻種植者。艾迪和朋友們計劃，在狗子們完成行動回來後搶劫他們。為搶劫做準備，湯姆拜訪了希臘人尼克購買武器，二人均不識貨，最後湯姆低價購買了貝瑞要的那兩把古董槍。狗子一行人成功武裝搶劫了那群大麻種植者，過程中一人被反擊的種植者拾得自己的布倫槍殺死，同時他們也意外惹上了一名交警，為防敗露將他打昏塞入車內。他們帶著多包大麻和一袋現金回家後，艾迪等人按計劃伏擊了他們，然後開走裝有大麻和交警的狗子廂型車。他們將戰利品轉移到自己的貨車上，然後返回家中。然後，他們讓尼克將毒品賣給臭名昭彰的暴徒羅里·布雷克。羅里同意以半價購買大麻，但羅里的兩名男子探訪了大麻種植者的家，發現他們遭搶，而他剛買的大麻是強盜從他自己的種植者那裡偷走。生氣的羅里威脅尼克提供艾迪的地址，並帶了一位種植商溫斯頓來識別強盜。
艾迪和他的朋友們在艾迪父親的酒吧過夜慶祝。同時，狗子一行人意外得知鄰居艾迪是搶劫他們的人，並在艾迪的公寓中埋伏。羅里和他的幫派到場與狗子一行人發生槍戰。狗子的手下、羅里及其手下全數死亡；沒參與槍戰的溫斯頓自行帶著現場的毒品開車離開，狗子則帶著兩把古董槍和那袋現金逃跑，但被大克里斯攔截而取走那兩樣東西。蓋瑞和狄恩恰好撞見克里斯手持古董槍，卻不知道克里斯為哈利工作，因此跟隨克里斯到哈利的房子內。克里斯把錢和槍支交給了哈利，但是當他回到自己的車上時，他發現狗子用刀挾持小克里斯，要求還錢。克里斯遵守並發動了汽車。同時，蓋瑞和狄恩衝進哈利的辦公室，因不知哈利與貝瑞是同夥而與對方交火，最終兩人和哈利及貝瑞全都死亡。
艾迪等人回到公寓樓看到大屠殺的慘象和贓物失蹤後，便前往哈利的房子以求寬恕，但當他們發現哈利的屍體時，便決定自行拿走那袋現金。在他們能夠離開之前，大克里斯撞上了艾迪等人的車，好讓他有機會用車門殘酷地殺死了狗子。然後，他從車禍中昏迷的肥皂那收回了現金欲交還哈利，但在哈利的辦公室卻見到湯姆手持古董槍站在哈利尸體旁邊，短暫對峙後二人分別離去。
交警指認狗子及其手下為罪魁禍首之後，艾迪等人從警局被釋放，宣告無罪。回到酒吧，他們要湯姆將唯一會牽連他們的證據——兩把古董槍處理掉。湯姆離開後，大克里斯隨後到達，把行李袋還給三人，行李袋裡所有的錢都拿給了自己和兒子，除了一本古董槍目錄。艾迪、肥皂和培根翻閱目錄，得知那兩把槍價值不斐（25萬至30萬英鎊），接著手忙腳亂致電給湯姆；此時的湯姆正當在橋邊將古董槍扔進泰晤士河時，嘴裡咬著手機並響了起來。

## 演員
本片一共使用了至少22名角色，有些人甚至是通过本片第一次拍摄电影。
- 尼克·莫蘭飾演艾迪（Eddy）
- 傑森·弗萊明飾演湯姆（Tom）
- 戴克斯特·佛萊契飾演肥皂（Soap）
- 傑森·史塔森飾演培根（Bacon）
- 斯蒂文·麥金托什飾演溫斯頓（Winston）
- 維尼·瓊斯飾演大克里斯（Big Chris）
- 尼可拉斯·羅爾（英语：Nicholas Rowe (actor)）飾演阿傑（J）
- 法蘭克·哈柏（英语：Frank Harper）飾演狗子（Dog）
- 藍尼·麥克林（英语：Lenny McLean）飾演「洗禮者」貝瑞（Barry "the Baptist"）
- P·H·莫里亞提（英语：P. H. Moriarty）飾演「斧頭」哈利·朗斯代爾（"Hatchet" Harry Lonsdale）
- 史汀飾演傑提（JD）
- 休吉·里弗（英语：Huggy Leaver）飾演保羅（Paul）
- 史蒂芬·馬庫斯（英语：Stephen Marcus）飾演「希臘人」尼克（Nick "the Greek"）
- 拉斯·布萊克伍德（英语：Vas Blackwood）飾演羅里·布雷克（Rory Breaker）
- 維拉·戴（英语：Vera Day）飾演坦尼雅（Tanya）
- 艾倫·福特（英语：Alan Ford (actor)）飾演艾倫（Alan）
- 丹尼·約翰-朱爾斯（英语：Danny John-Jules）飾演酒鬼傑克（Barfly Jack）
- 維克多·馬克圭爾（英语：Victor McGuire）飾演蓋瑞（Gary）
- 羅伯·布萊頓飾演交警
- 史蒂夫·科林斯（英语：Steve Collins）飾演拳擊館的保鏢

## 上映
本片于1998年8月28日在英国上映，1999年3月5日在美国161家剧院上映。本片在美国获得的总票房为$3,753,929。

## 外部連結
- 互联网电影数据库（IMDb）上《兩根槍管》的资料（英文）
- 爛番茄上《兩根槍管》的資料（英文）
- AllMovie上《兩根槍管》的资料（英文）
- Box Office Mojo上《兩根槍管》的資料（英文）